# اندیشه (شهریار)
شهر جدید اندیشه شهری  مابین شهریار و فردیس، واقع در غرب استان تهران است که در بخش مرکزی شهرستان شهریار واقع شده است. این شهر در ۱۵ کیلومتری تهران و ۷ کیلومتری کرج قرار دارد.
این شهر دارای ۶ فاز است که فاز دو، سه، چهار و پنج شهر اندیشه براساس قوانین تازهٔ شهرسازی طراحی و ساخته شده است.
در ابتدا شهر اندیشه به عنوان کنترل‌کنندهٔ سرریز جمعیت کلانشهر تهران ساخته شد ولی در حال حاضر در جهت تجاری‌سازی پیش رفته است. همچنین از لحاظ فرهنگی، هنری و ورزشی نیز شهری پیشتاز در غرب استان تهران می‌باشد.
این شهر با امکاناتی که دارد می‌تواند به بهبود دمای هوا کمک می‌کند و می‌تواند هوای شهر را به تعادل برساند و خنک کند. این امکانات و سیستمات به صورت خیلی پیشرفته، مشابه یا الگو گرفته از سیستم خنک‌کننده پیشرفته خارجی آن در شهر جدید اندیشه به تولید رسیده است.
این وسیله توسط دانشمندان داخلی همین شهر جدید ساخته شده است.
بازار ایرانی-اسلامی اندیشه که به سبک میدان نقش جهان اصفهان ساخته شده است، یکی از بزرگ‌ترین مکان‌های تجاری و تفریحی آن می‌باشد. در مسیر جادهٔ تهران-اندیشه پل شهید صیاد شیرازی قرار دارد که به کل فازهای شهر (فاز ۱، ۲، ۳، ۴ و ۵) دسترسی دارد و از آنجا می‌توانید به کل فازهای شهر نو اندیشه، و دیگر شهرهای اطراف بروید.

## اهداف ایجاد شهر
حفظ تعادل اکولوژی منطقه
جذب جمعیت سرریز منطقهٔ شهری تهران
نزدیکی محل کار، مسکن و خدمات شهری به یکدیگر
جلوگیری از حاشیه‌نشینی و توسعهٔ گسترش ناهنجار شهرها و ….

## محلات

### فاز ۱
فاز یک اندیشه دارای اصول شهرسازی سنتی است. همچنین این فاز زیر نظر شهرداری شهر نو اندیشه نیست و به عنوان منطقه یک شهرداری شهریار شناخته می‌شود. 
از سال ۱۳۶۱ به بعد، واگذاری قطعات زمین در متراژهای پانصد و هزار متری به فرهنگیان شاغل در آموزش و پرورش آغاز گردید، اما طی سال‌های اخیر روند رو به رشد جمعیت مهاجر به اندیشه سبب شده است تا زمین‌ها و منازل مذکور از حالت ویلایی سابق به آپارتمان ساز جهت سکونت جمعیت رو به رشدش تبدیل گردیده باشد. شهرک رفاه، شهرک مریم و شهرک المهدی نیز در این فاز قرار دارند.

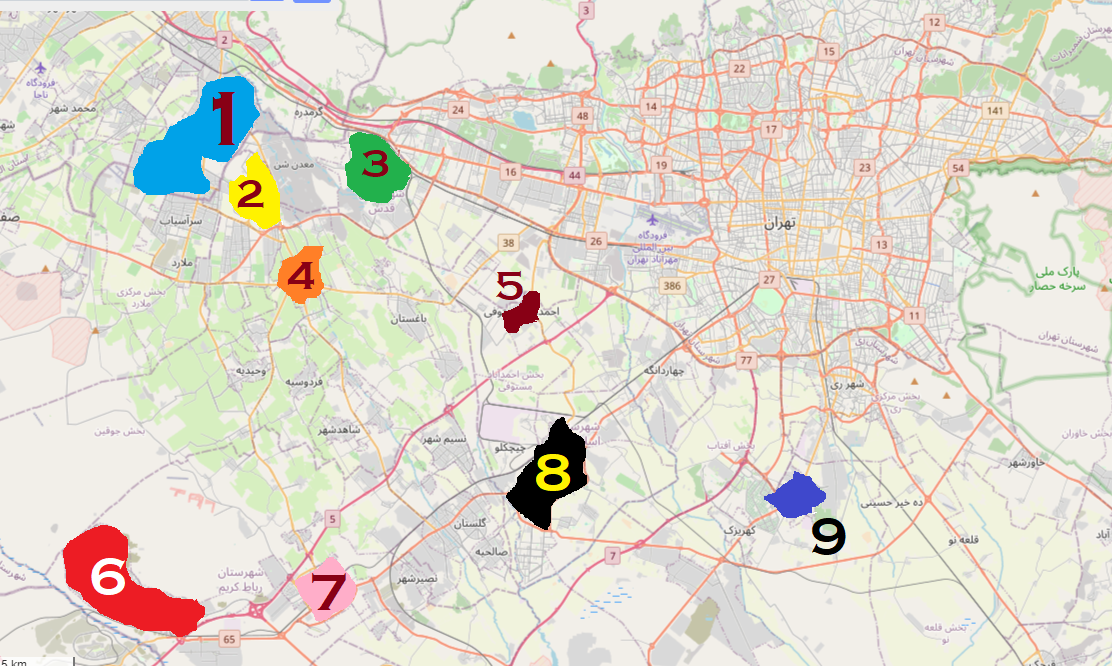
موقعیت برخی از شهرهای حاشیه‌ای جنوب، جنوب غرب و غرب نزدیک تهران ۱- فردیس ۲- اندیشه ۳- شهر قدس ۴- شهریار ۵- احمدآباد مستوفی ۶- پرند ۷- رباط کریم ۸- اسلامشهر ۹- باقر شهر

### فاز ۲
طراحی این فاز در زمینی به مساحت ۱۲۰ هکتار از سال ۱۳۷۰ آغاز و قطعات آن در دوبخش ویلایی و آپارتمانی از سال ۱۳۷۱ به متقاضیان واگذار شد.

### فاز ۳
فاز ۳ اندیشه در سال ۱۳۷۰ در زمینی به مساحت ۳۶۰ هکتار طراحی و بر اساس کاربری مصوب در مراحل مختلف واگذار شده است. این فاز بر اساس اسلوب شهرسازی جدید ساخته شده و از نظر دارا بودن زیر ساخت‌های شهری، شرایط بسیار مطلوبی و ممتازی دارد.
در این فاز مجتمع‌های بزرگ تجاری همچون نگارستان، بزرگ، میلاد، تیراژه، نور و … پارک‌ها، بوستان‌ها و مجموعه‌های ورزشی و آبی و … به بهره‌برداری رسیده‌اند. سینمای ساحل اندیشه نیز در این فاز قرار دارد. در ضلع شرقی فاز ۳، شهرک صدف واقع گردیده است که بیمارستان تخصصی و فوق‌تخصصی نور، سازمان فنی و حرفه‌ای و دانشگاه پیام نور در آن واقع گردیده است و همچنین در قسمت جنوبی شهرک صدف، شهرک اداری شهرستان شهریار قرار گرفته است.

### فاز ۴
مساحت این فاز ۳۳۰ هکتار بوده که از سال ۱۳۷۵ آماده‌سازی اراضی و واگذاری آن آغاز گردید. فاز ۴ متصل به فاز ۳ است و تداومی است بر روند گسترش فاز ۳ که در کنار جادهٔ کرج- شهریار واقع شده است.
بازار بزرگ ایرانی اسلامی که به عنوان نماد معماری ایرانی و به سبک نقش جهان اصفهان طراحی شده است، در این فاز قرار دارد. همچنین دبیرستان سمپاد دارالفنون شهریار، نمونه دولتی البرز شهریار و مجتمع تجاری و اداری ارغوان که با مساحت زمینی بالغ بر ۴٬۲۰۰ متر مربع و زیربنای حدود ۴۸٬۰۰۰ متر مربع، به صورت مشارکت با بخش خصوصی در فاز ۴ اندیشه، در آذرماه سال ۹۲ افتتاح شده است. همچنین پروژهٔ مرکز شهر اندیشه در سال ۹۸ که شامل بخش‌های مختلف تجاری، اداری، فرهنگی، تفریحی و مسکونی است در این فاز احداث گردیده است.

### فاز ۵
مساحت این فاز ۱۹۴ هکتار است. فاز ۵ در کنار جادهٔ کرج- شهریار در قسمت شمالی فاز ۴ شکل گرفته است.
مانند سایر فازها دارای مجتمع‌های تجاری، مدارس، فرهنگسرای سعدی و مسجد است. اولین فاز مسیر سلامت اندیشه که برای دوچرخه‌سواری و ورزش طراحی شده نیز در طول بلوار امیرکبیر این فاز احداث گردیده است. خانه‌های مسکونی در این فاز به دو صورت آپارتمانی و ویلائی، با متراژ بالاتر ساخته شده است و محله‌های آن به نسبت فاز ۱ و ۳ و… دارای فضای آرامتری است.

### فاز ۶
این فاز به مساحت ۴۰۰ هکتار می‌باشد که عمده زمین‌های آن در مالکیت بخش خصوصی است که تا کنون شهرداری مجوز ساخت نداده است.
بلاتکلیفی اعضای ۷ تعاونی مسکن در شهر اندیشه با ۱۰۰۰عضو
تأسیس ارگان‌ها:
- شرکت عمران شهرجدید اندیشه در سال ۱۳۶۷ تأسیس شده است. از جمله وظایف این شرکت تهیه و اجرای طرح‌های شهرسازی، معماری، نقشه‌کشی تفکیکی، آماده‌سازی و سایر اقدامات اجرایی و ساختمان‌های لازم برای ایجاد شهر جدید در زمینه‌های تأمین شده یا از طریق خریداری، تملک، اجاره و صلح حقوق بر اساس آیین‌نامه‌های مصوب مجمع عمومی و همچنین تهیه و اجرای طرح‌های سیویل، تأسیسات و تسهیلات شهری و رفاهی و خدمات بازرگانی و غیره. اجرای طرح مسکن مهر به دستور ریاست محترم جمهوری. حفظ حقوق و اعمال مالکیت دولت نسبت به اراضی متعلق به شرکت در محدوده شهر جدید می‌باشد. ساختمان این شرکت در فاز ۳ اندیشه مستقر گردید است.
- اداره برق در سال ۱۳۸۲ در فاز ۳ اندیشه مستقر گردید و این شهر هم‌اکنون دارای ۲ پست توزیع برق ۶۳ کیلو ولت می‌باشد.
- اداره آب و فاضلاب در سال ۱۳۸۹ در فاز ۳ اندیشه مستقر گردید. تأمین آب شهر اندیشه، توسط چاه‌های موجود در شهر صورت پذیرفته است و این شهر فاقد تصفیه خانه و فاضلاب شهری است.
- اداره مخابرات در سال ۱۳۷۹ در فاز ۳ اندیشه مستقر گردید.
- اداره گاز در سال ۱۳۸۵ در فاز ۳ اندیشه مستقر گردید.
- نیروی انتظامی در سال ۱۳۷۹ در فاز ۳ اندیشه مستقر گردید.
- شهرداری اندیشه در سال ۱۳۸۲ تأسیس شد و کلیه قسمت‌های واگذار شده شهر و شبکه معابر و فضای سبز به آ

## اعتراضات آبان ماه ۱۳۹۸
در ۲۵ آبان ماه ۱۳۹۸ معترضان به افزایش ناگهانی قیمت بنزین در فاز یک شهرک اندیشه اقدام به اعتراض مسالمت آمیز کردند و در ادامه اعتراضشان به اقدامات مسلحانه کشیده شد و تعدادی از بانک‌های فاز یک اندیشه از جمله بانک انصار، بانک تجارت و بانک قوامین به آتش کشیده شد و به حوزه ۷ امام علی که در ابتدای خیابان شاهد غربی فاز یک اندیشه قرار دارد حمله شد و در جریان این اعتراض حسینیه هیئت الشهداء اندیشه توسط معترضان به وسیله کوکتل مولوتف به آتش کشیده شد در این میان تعدادی از جوانان معترض نیز کشته شدند.

## نگارخانه

یک مجتمع مسکونی در شهر اندیشه (فاز۴)
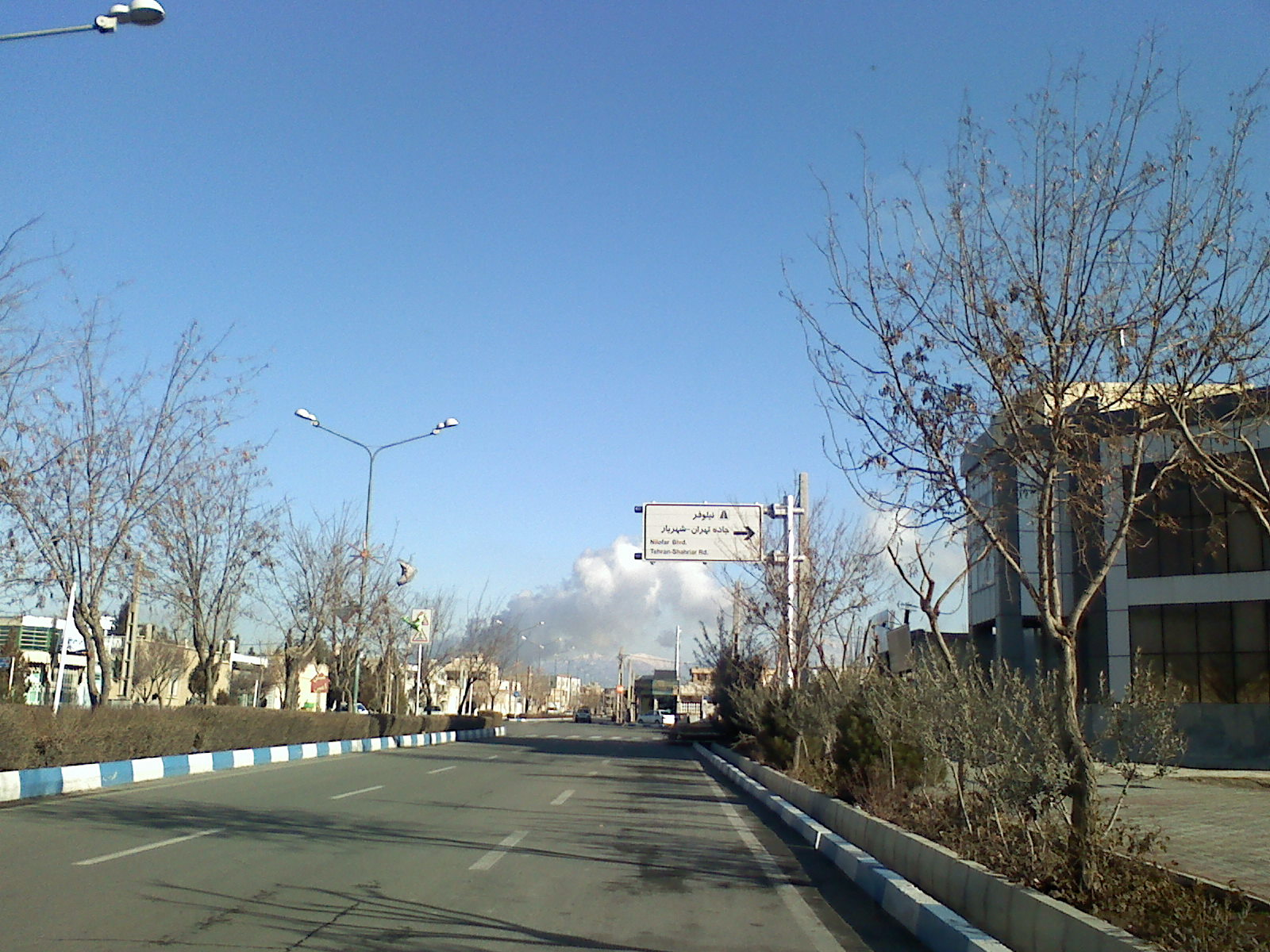
یک خیابان فرعی در فاز ۲ اندیشه
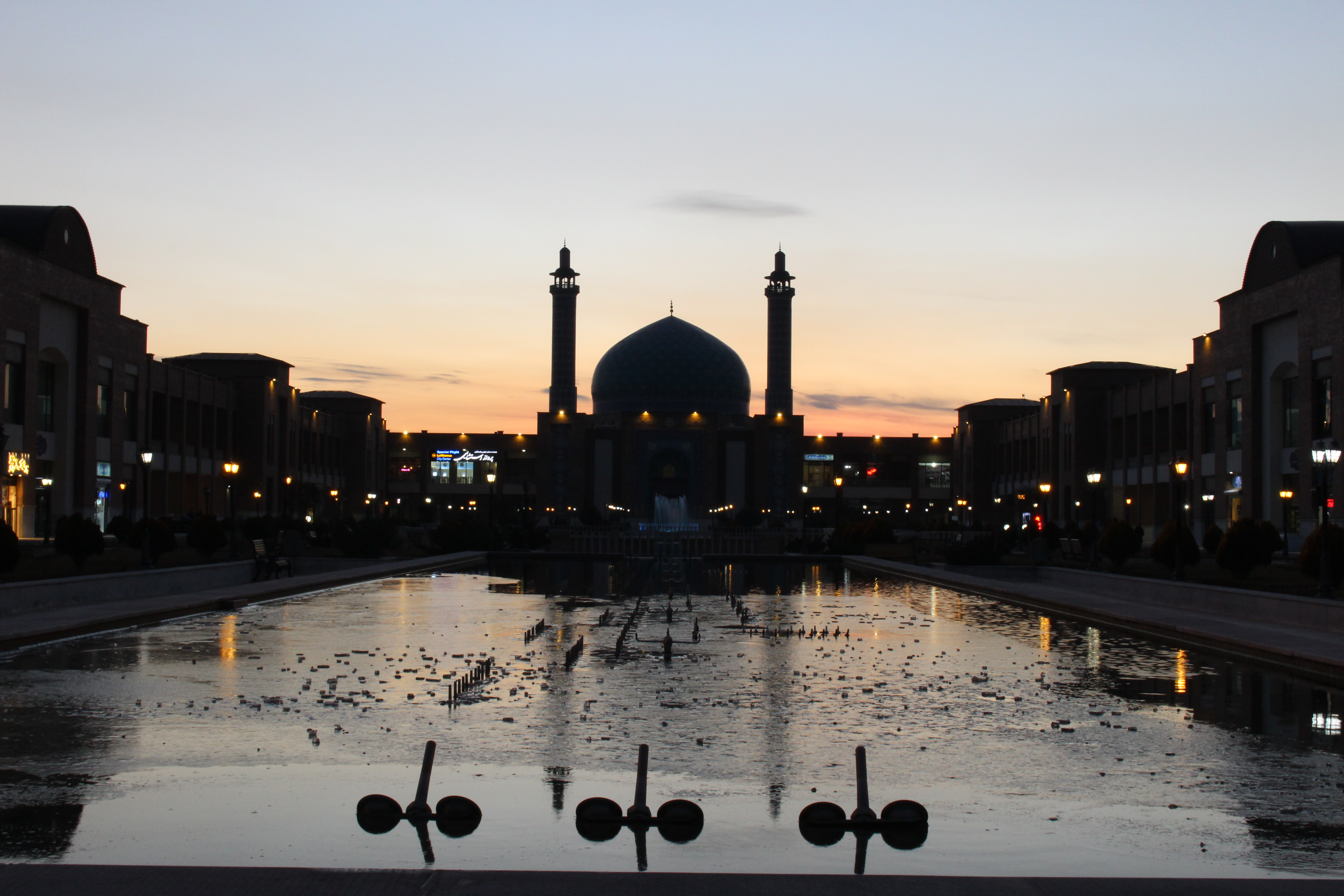
بازار بزرگ ایرانی اسلامی نقش جهان اندیشه
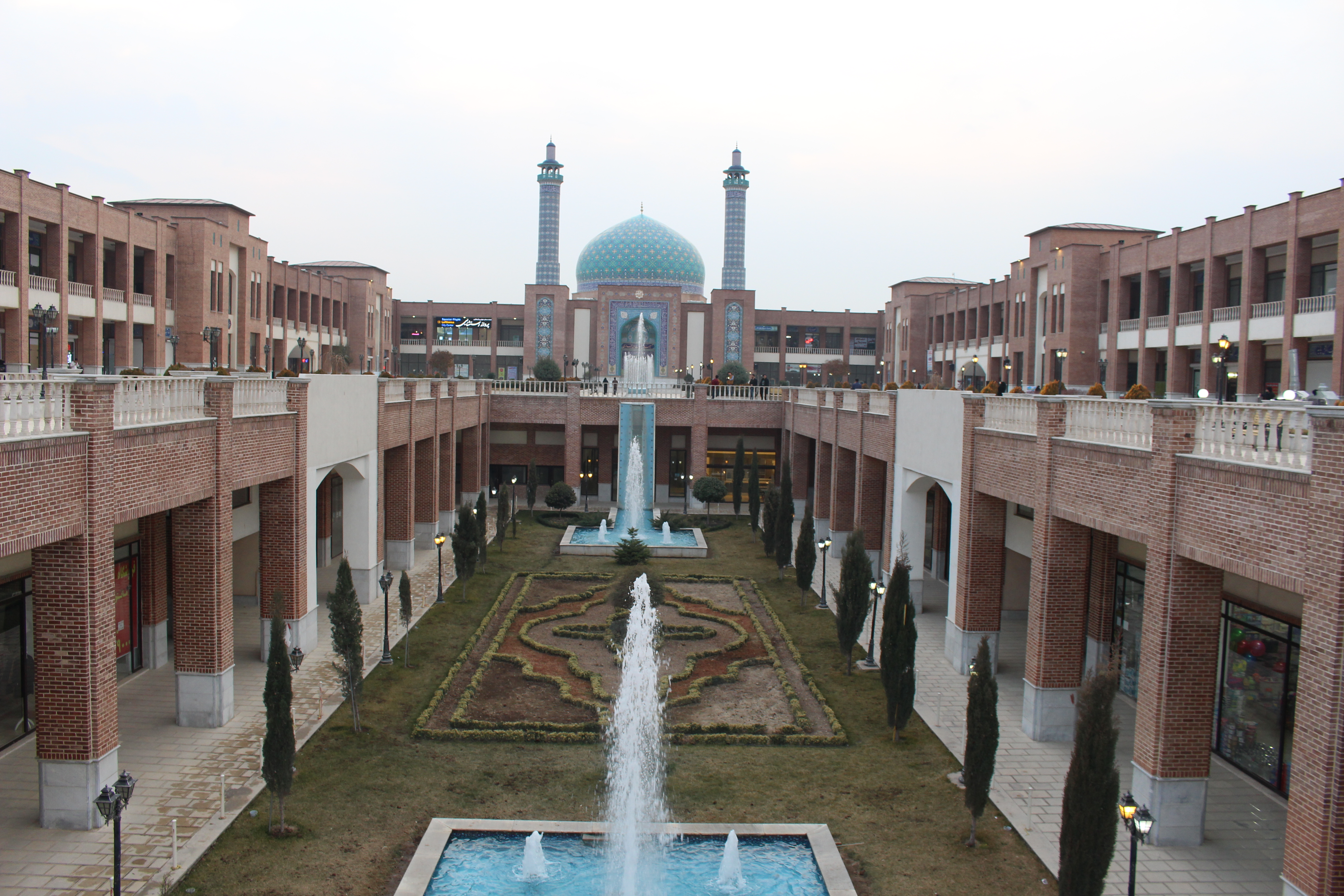
بازار بزرگ نقش جهان اندیشه
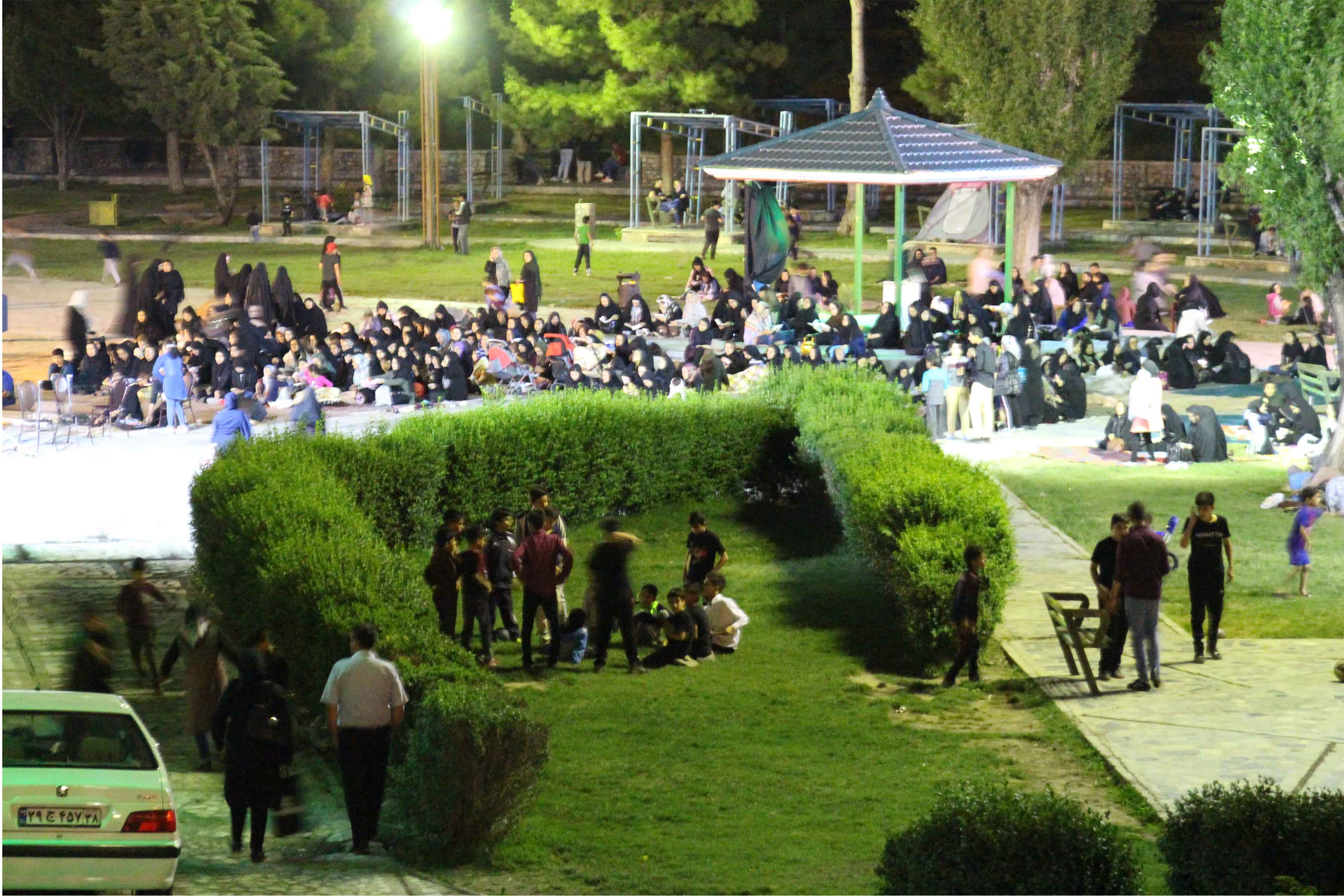
مقبره ۳ شهید گمنام در فاز یک اندیشه